# Wenigrippige Herzmuschel
Die Wenigrippige Herzmuschel (Acanthocardia paucicostata) ist eine Muschelart aus der Ordnung der Cardiida.

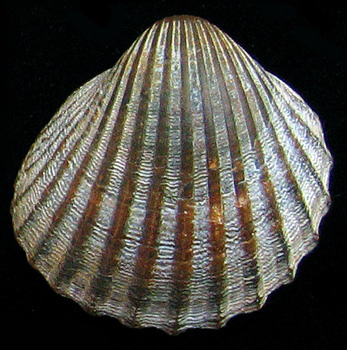
Fossile Klappe aus dem Eem. Die Rippen und Dornen sind stark abgerieben.

## Merkmale
Das gleichklappige, nur leicht ungleichseitige, aufgeblähte Gehäuse der Wenigrippigen oder Knotigen Herzmuschel wird ausgewachsen ca. 45 mm hoch. Das Gehäuse ist im Umriss breit-eiförmig, deutlich länger als hoch. Der vordere Dorsalrand tritt deutlich hervor, der hintere Dorsalrand ist etwas weniger gebogen als der vordere Dorsalrand. Der Wirbel liegt nur wenig vor der Mitte der Gehäuselänge.
Die Oberfläche ist mit 16 bis 18 weit auseinander stehenden, kräftigen radialen Rippen versehen, jede der Rippen trägt eine Reihe von kurzen Dornen, die von der Mittellinie der Rippen ausgehen. Anfangs sind die Dornen dreieckig, stehen eng zusammen und verleihen den Rippen ein gezähneltes Aussehen. Weiter außen stehen sie weiter voneinander entfernt. Dort sind sie spatelförmig und etwas eingesenkter Oberseite. Die Rippen kreuzen sich mit kräftigen, konzentrischen runzligen Anwachslinien, die in den Rippenzwischenräumen am stärksten ausgebildet sind. Der Gehäuserand ist stark gezähnelt, die Zähnelung korrespondiert mit den Rippen und den Zwischenräumen.
Das externe Ligament ist ein erhabenes, deutliches Band auf einer deutlichen Nymphe. In der rechten Klappe sind zwei Kardinalzähne vorhanden, von denen der hintere geringfügig größer ist als der vordere. Außerdem sind zwei vordere und ein hinterer Lateralzahn vorhanden. Die linke Klappe weist ebenfalls zwei Kardinalzähne auf sowie je einen vorderen und einen hinteren Lateralzahn. Die Mantellinie ist nicht eingebuchtet.
Das Periostracum ist dünn, die Farbe reicht von weißlich bis dunkelgelb/hellbraun. Die Schale ist dünn, aber fest.
Rechte und linke Klappe des gleichen Tieres:

Rechte Klappe
Linke Klappe

## Geographische Verbreitung und Lebensraum
Das Verbreitungsgebiet der Art erstreckt sich vom Schwarzen Meer und Mittelmeer bis zu den Niederlanden, und im Süden bis Marokko und den Kanarischen Inseln.
Die Art lebt in sandigen Böden vom Flachwasser bis in etwa 300 Meter Wassertiefe.

## Taxonomie
Das Taxon wurde von 1834 von George Brettingham Sowerby II als Cardium paucicostatum erstmals beschrieben. Andere Autoren geben als Jahr der Erstpublikation 1841 an. Die Art wird heute zur Gattung Acanthocardia J. E. Gray, 1851 gestellt.

## Belege

### Online
- Marine Bivalve Shells of the British Isles: Acanthocardia paucicostata (G B Sowerby II, 1841) (Website des National Museum Wales, Department of Natural Sciences, Cardiff)